# Giovanni Battista Lercari (doge 1507)
Giovanni Battista Lercari (Genova, 1507 – Genova, 1592) fu il 64º doge della Repubblica di Genova.

## Biografia

### Vita pubblica prima del dogato

Stemma nobiliare dei Lercari

Figlio di Stefano Lercari e Maria Giustiniani, nacque nel capoluogo ligure probabilmente intorno al 1507. Ricevette dagli studi una buona formazione umanistica e precocemente fu avviato alla carriera divenendo, all'età di 22 anni, console della Repubblica di Genova a Palermo. Nel 1529, un anno dopo l'ascesa dell'ammiraglio Andrea Doria che riformò la struttura istituzionale della repubblica, con nuove alleanze verso la Spagna, Giovanni Battista Lercari fu nominato capitano e quindi responsabile della struttura difensiva e militare dello stato genovese.
Il 25 ottobre dello stesso anno fu nominato ambasciatore di Genova quale rappresentante della repubblica all'incoronazione, a Bologna, di Carlo V quale nuovo imperatore del Sacro Romano Impero. Dalle sue corrispondenze che in seguito inviò a Genova, il giovane Lercari informò la repubblica dei buoni rapporti instaurati con il neo imperatore spagnolo: lo stesso Carlo V chiese personalmente all'ambasciatore Lercari l'entrata di Genova nella lega; tuttavia fu affiancato dal più autorevole e conosciuto ambasciatore e procuratore Sinibaldo Fieschi, pur mantenendo i contatti con il re spagnolo. Nella basilica di San Petronio, il giorno della cerimonia d'incoronazione (24 febbraio 1530), fu il protagonista di un vivace diverbio verbale e fisico con l'ambasciatore di Siena per "motivi protocollari di precedenza", ordine che venne poi "chiarito" dal pontefice Clemente VII all'interno della basilica.
Nella "tregua armata" tra la Francia di Francesco I e la Spagna di Carlo V, Giovanni Battista Lercari sempre più frequentemente fu inviato nelle terre spagnole e francesi - tra il 1532 e il 1534 - per arrivare ad una soluzione dei bloccati traffici commerciali genovesi in Francia e nella Savoia. In un incontro nel novembre del 1533 a Marsiglia, alla presenza di Francesco I, del papa Clemente VII e il banchiere genovese Benedetto Vivaldi, sembrò aver raggiunto un accordo tra le parti, salvo poi sfumare per l'incertezza ed elusività del sovrano francese. Fallita la trattativa in Francia, nel 1535 fu inviato come ambasciatore in Spagna dove a Madrid incontrò Carlo V per far valere le ragioni di Genova che, a causa degli scontri fra le due grandi nazioni, e per l'alleanza spagnola, dovette patire notevoli danni economici e commerciali.
Prima della sua nomina dogale ricoprì diversi incarichi per la repubblica, da membro del Collegio dei governatori a responsabile dell'accoglienza a Genova dei sovrani e governanti dell'epoca.

### Il dogato e lo scontro con i sindacatori
Con 191 voti su 300 del consiglio, Giovanni Battista Lercari fu eletto il 7 ottobre del 1563 nuovo doge della Repubblica di Genova: il diciannovesimo dalla riforma biennale e il sessantaquattresimo nella storia repubblicana.
Nobile "nuovo", ma filo spagnolo e della corrente del Doria come il predecessore della nobiltà "vecchia" Giovanni Battista Cicala Zoagli, il suo dogato fu dominato da una nuova contrapposizione interna tra la nobiltà vecchia e giovane che si fratturò dopo gli scontri avvenuti in Corsica (durante il mandato del Cicala Zoagli), dopo la morte dell'ammiraglio onegliese Andrea Doria e soprattutto dai nuovi scenari internazionali. Ciò nonostante Genova ricevette in questo biennio la visita di importanti personalità ed autorità internazionali come del viceré don García Álvarez de Toledo y Osorio, del duca di Alburquerque Gabriel de la Cueva, del marchese di Pescara Fernando Francesco d'Avalos o del cardinale d'Augusta Ottone di Waldburg.
Un forte decisionismo e autonomia da parte del doge Lercari, considerati eccessivi così come i troppi sfarzi che personalmente mostrava nei confronti dei visitatori stranieri a Genova, furono fattori decisivi verso la fine del suo mandato per i cinque sindacatori, chiamati a pronunciarsi sulla nomina del Lercari quale procuratore perpetuo, mandato che avrebbe ricoperto dopo la parentesi dogale. I due nobili "nuovi" (tra questi il futuro doge Prospero Centurione Fattinanti) votarono a favore della nomina, ma non i tre nobili "vecchi", della sua stessa fazione, che in uno scritto del 29 gennaio 1566 criticarono il suo operato dogale con pesanti accuse: trasgressione delle regolarità nelle procedure e, ben più grave, l'accusa di abuso di potere per fatti personali (nel particolare gli incontri del doge con ospiti stranieri e la gestione di rapporti con gli ufficiali in Corsica senza farne cenno ai collegi).
Con lettera datata al 5 febbraio 1566 l'ex doge Lercari rispose punto per punto alle accuse, citando i benefici ottenuti per Genova durante il suo dogato, soprattutto nel campo dei rapporti internazionali, tralasciando volutamente scelte personali come la rinuncia dell'onorario in favore di opere pie ed enti ospedalieri. Un mese dopo, senza aver avuto risposta dalla controparte, inviò un nuovo fascicolo ai sindacatori con nuove difese e chiarimenti del suo operato e con la richiesta, a questi ultimi, di avere copia degli interrogatori e delle eventuali accuse mosse a suo carico. A Giovanni Battista Lercari furono inviate dai sindacatori due lettere degli interrogatori di Paolo Spinola e Domenico Doria che, sostanzialmente, ne riportavano le accuse. Con verdetto del 28 marzo 1566 i sindacatori giudicarono ancora una volta inammissibile la nomina di Lercari quale procuratore perpetuo per le accuse mosse a suo carico e nulla poté fare l'ex doge per "ribaltare" la sentenza in un appello, tra l'altro non previsto dalle regole del 1528 per le sentenze dei sindacatori.

### La morte del figlio e l'allontanamento da Genova
Già orfani del figlio Giovanni Gerolamo, l'ex doge Lercari e sua moglie Maria Imperiale dovettero affrontare da lì a poco anche la perdita dell'ultimo figlio maschio e unico discendente diretto, Giovanni Stefano. Dopo un discorso al Senato di Luca Spinola (doge nel biennio 1551-1553) nel quale si esaltava negativamente la figura di Giovanni Battista Lercari - definito dall'ex doge come un "attentatore alla libertà repubblicana" - Giovanni Stefano Lercari, mosso da vendetta, commissionò ad un sicario l'uccisione di Luca Spinola per vendicare i torti che suo padre subì. L'attentato fallì per un errore del sicario che, per uno scambio di persona, assassinò invece Agostino Pinelli Ardimenti (doge tra il 1555 e il 1557) che stava passeggiando con lo stesso Luca Spinola.
Scoperta la trama, i genitori del Lercari furono arrestati e condotti in carcere, in un primo tempo considerati complici del figlio o mandanti stessi dell'omicidio, salvo poi essere prontamente scarcerati dopo l'accertamento dei fatti. Non fu così ovviamente per Giovanni Stefano Lercari che, catturato nella notte del 13 dicembre 1566, torturato e dopo una sua confessione venne condannato alla decapitazione il 22 febbraio 1567 presso la torre Grimaldina di palazzo Ducale.
Dopo la sentenza e la perdita del figlio Giovanni Battista Lercari si allontanò da Genova assieme a sua moglie, per circa dieci anni, soggiornando prima a Tunisi, nel Vicereame di Napoli e ancora in Spagna alla corte di Filippo II dove, pare, rifiutò incarichi istituzionali. I coniugi tornarono nel capoluogo ligure nel 1574 in concomitanza dell'arrivo dell'arciduca don Giovanni d'Austria che lo stesso Lercari presentò al Senato e al cospetto del doge Giacomo Grimaldi Durazzo.

### Il ritorno a Genova e gli ultimi anni
Ritornato nel capoluogo genovese offrì la sua mediazione per trovare una soluzione alla rivolta che scoppiò nel 1575 tra le varie fazioni dei nobili "vecchi" e "nuovi" dopo l'abrogazione della cosiddetta "legge del garibetto" (la nomina dei consiglieri "per votazione" anziché "a sorte") voluta da Andrea Doria. Lercari si schierò apertamente per il "popolo", a discapito di tutti i nobili considerati "inetti" nel dirigere, tesi che fortemente rimarcò in Senato con un provocatorio discorso. E tutto ciò rinunciando ad una pressione dei nobili che, stando alle promesse, gli avrebbero garantito in cambio un "ripensamento" dei sindacatori alla sua nomina (osteggiata) di procuratore perpetuo.
Allontanati i "vecchi" da Genova per i troppi movimenti popolani, una nuova mediazione fu avviata da Giovanni Battista Lercari (capo dei "vecchi") e da Davide Vacca (capo dei "nuovi" e futuro doge nel 1587-1589) a Casale Monferrato dinnanzi al cardinale Giovanni Gerolamo Morone; l'intesa venne siglata il 10 marzo del 1576 dopo un accordo tra le parti. Assieme fu riformulata una nuova costituzione repubblicana e, tra i nuovi emendamenti, anche la cancellazione dell'inappellabilità delle sentenze dei sindacatori supremi a favore di una possibile sentenza di appello al Minor Consiglio, ma solo per i casi più gravi. Il 6 giugno dello stesso anno venne nominato ambasciatore della Repubblica presso la corte di Filippo II e l'occasione fu propizia per Genova per ristabilire con l'aiuto della Spagna vecchie pratiche come il possesso di Oneglia (ceduta al Ducato di Savoia), tasse nobiliari e questioni commerciali e doganali.
Già in età avanzata, il 20 aprile del 1589 venne inviato assieme ad Agostino Sauli in Corsica per risolvere i problemi legati all'approvvigionamento del grano a Genova. Vedovo della moglie Maria Imperiale, Giovanni Battista Lercari morì nel 1592 nel capoluogo ligure lasciando come unica erede la figlia Pellina, moglie di Giovanni Maria Spinola. Nel suo testamento lasciò inoltre ben 6.000 lire genovesi ai poveri della città.
La salma venne tumulata all'interno della cappella della Madonna presso l'abbazia di San Nicolò del Boschetto a Cornigliano dove già si trovavano i resti della moglie e dei due figli Giovanni Gerolamo e Giovanni Stefano.